# La Vall de Gallinera
La Vall de Gallinera ist eine spanische Gemeinde (municipio) in der Provinz Alicante mit einer Bevölkerung von 584 Einwohnern (Stand: 2024). Zur Gemeinde gehören die Ortschaften Benirrama, Benialí, Benissivà, Benitaia, La Carroja, Alpatró, Llombai und Benissili. Der Verwaltungssitz liegt in Benialí.

## Lage
La Vall de Gallinera liegt etwa 66 Kilometer nordnordöstlich von Alicante und etwa 82 Kilometer südsüdöstlich von Valencia in einer Höhe von 295 m im Tal des Gallinera nahe der Mittelmeerküste.

## Geschichte

### Bevölkerungsentwicklung
| Jahr      | 1970 | 1981 | 1991 | 2001 | 2011 | 2021 |
| Einwohner | 1108 | 930  | 735  | 624  | 657  | 505  |

## Sehenswürdigkeiten
- Burgreste von Benissili und Benirrama
- Kirche Mariä Himmelfahrt in Alpatró
- Rochuskirche in Benialí
- Christopheruskirche in Benirrama

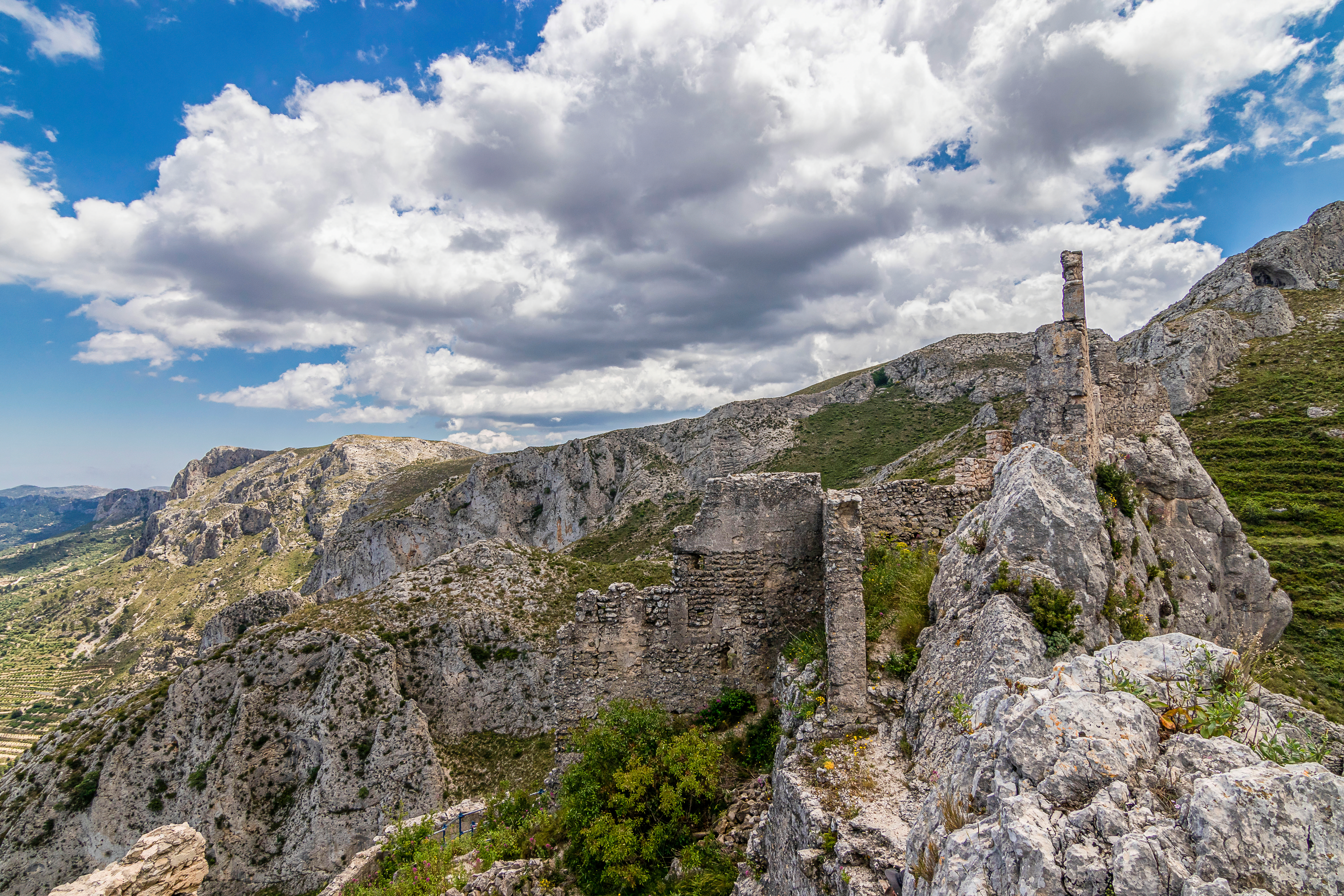
Burgrest von Benissili
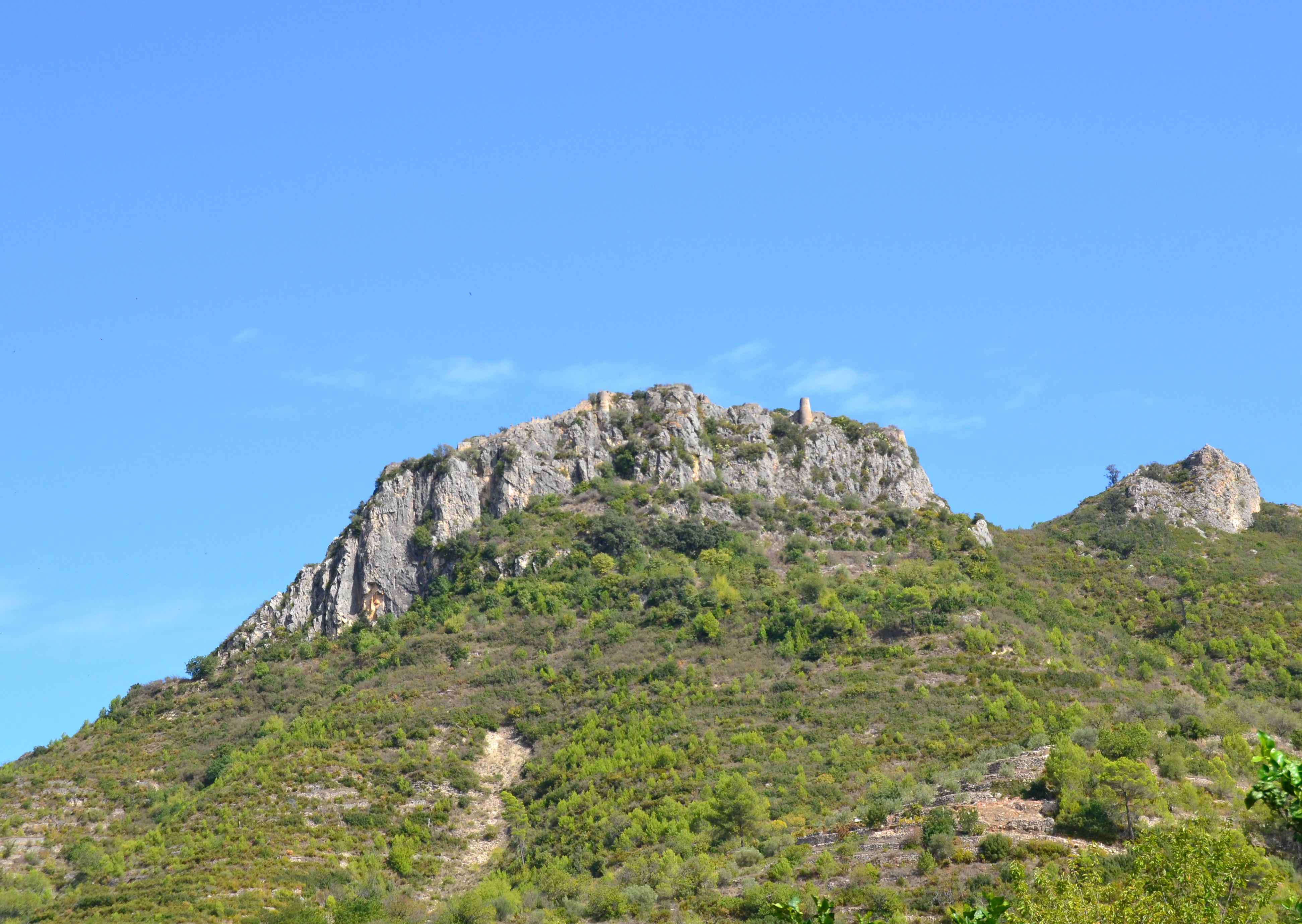
Burgrest von Benirrama
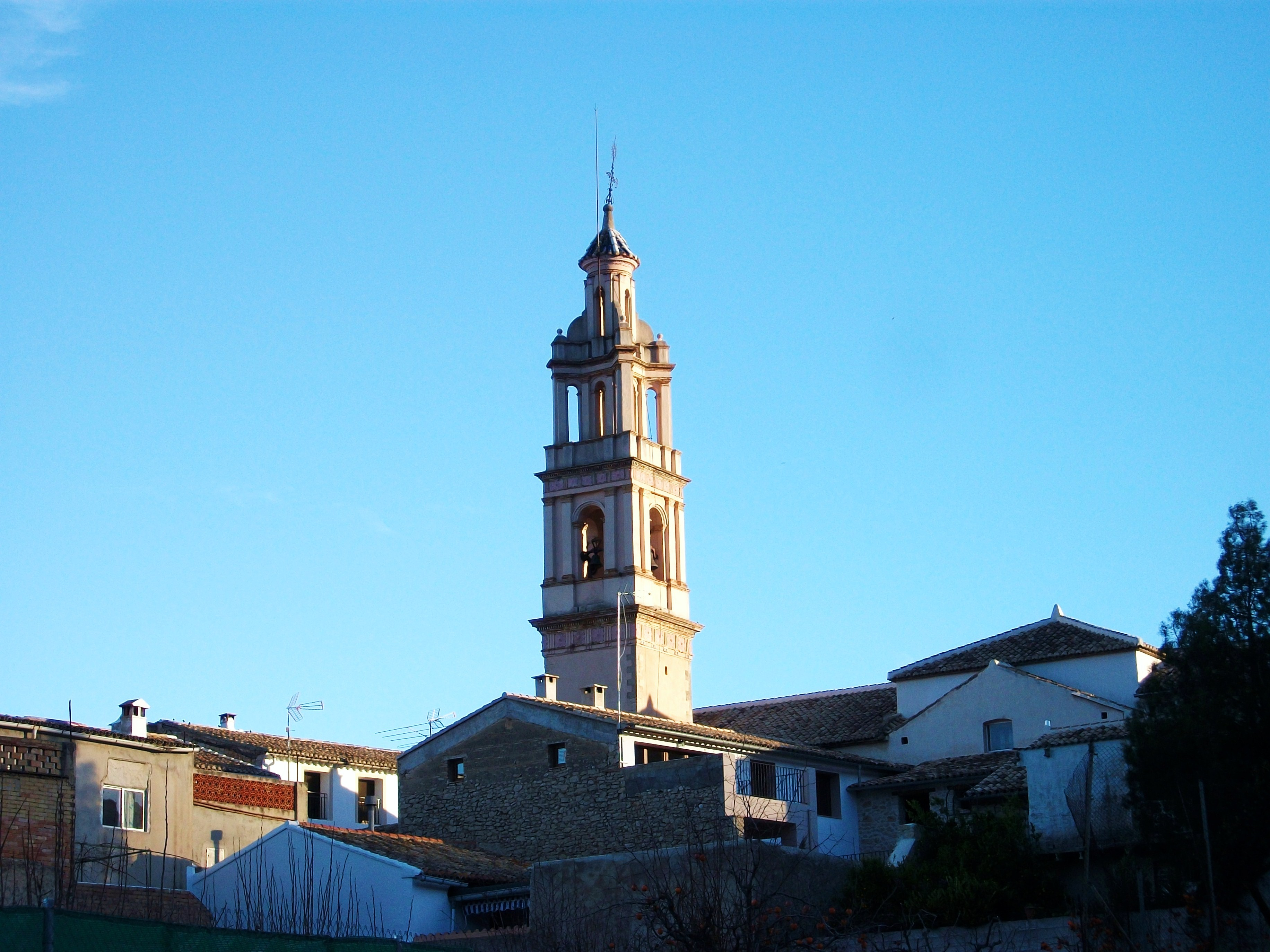
Kirche Mariä Himmelfahrt
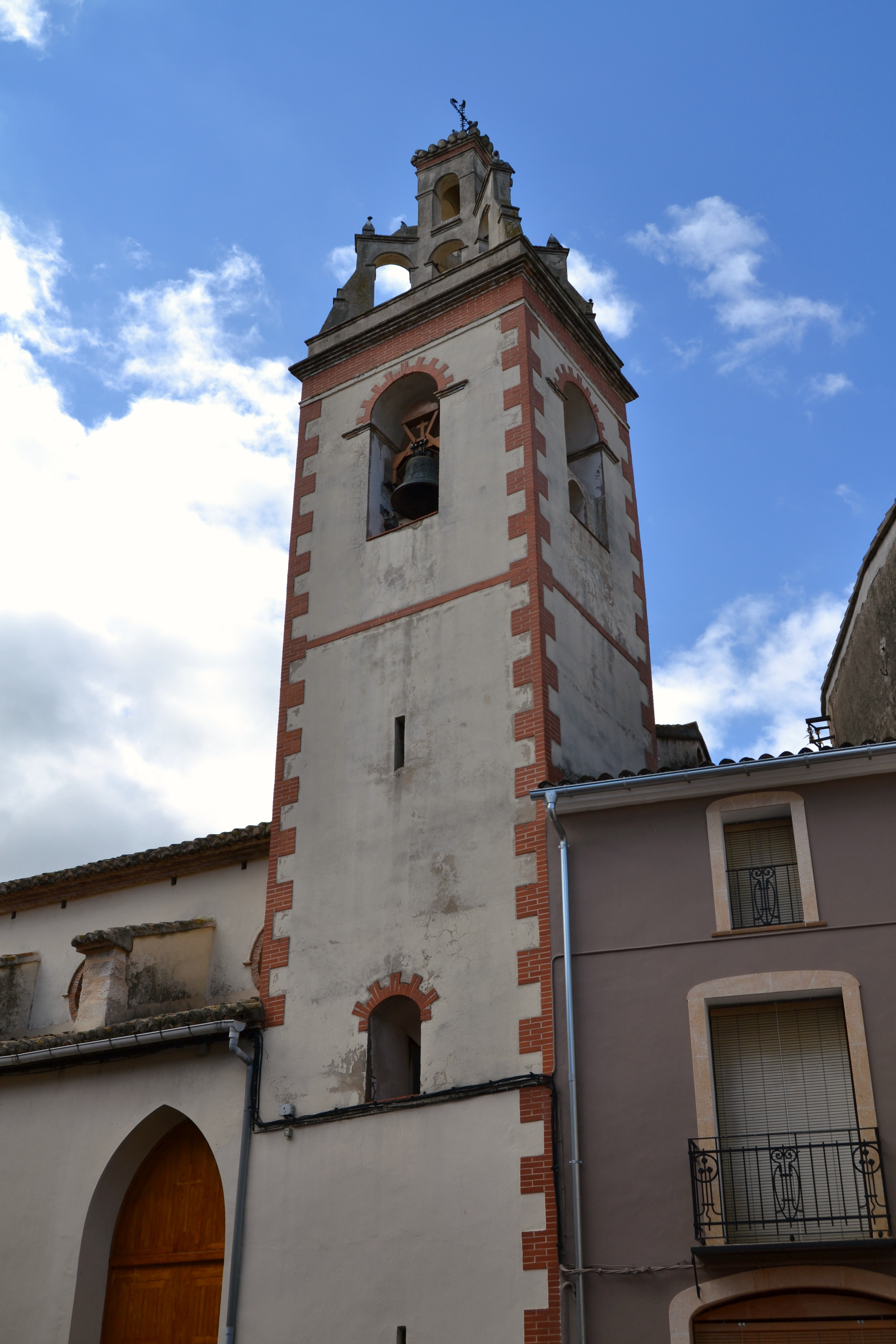
Rochuskirche
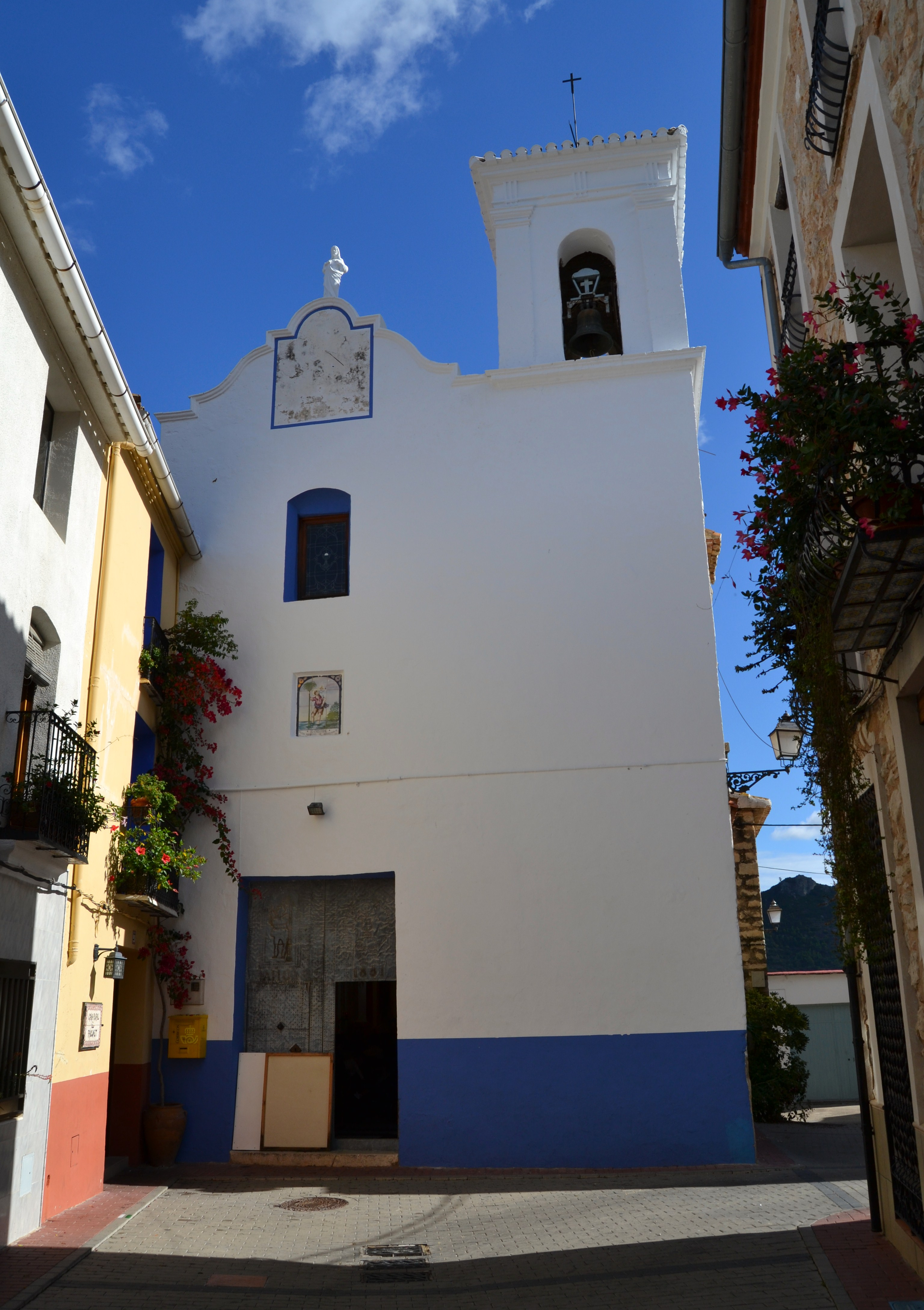
Christopheruskirche
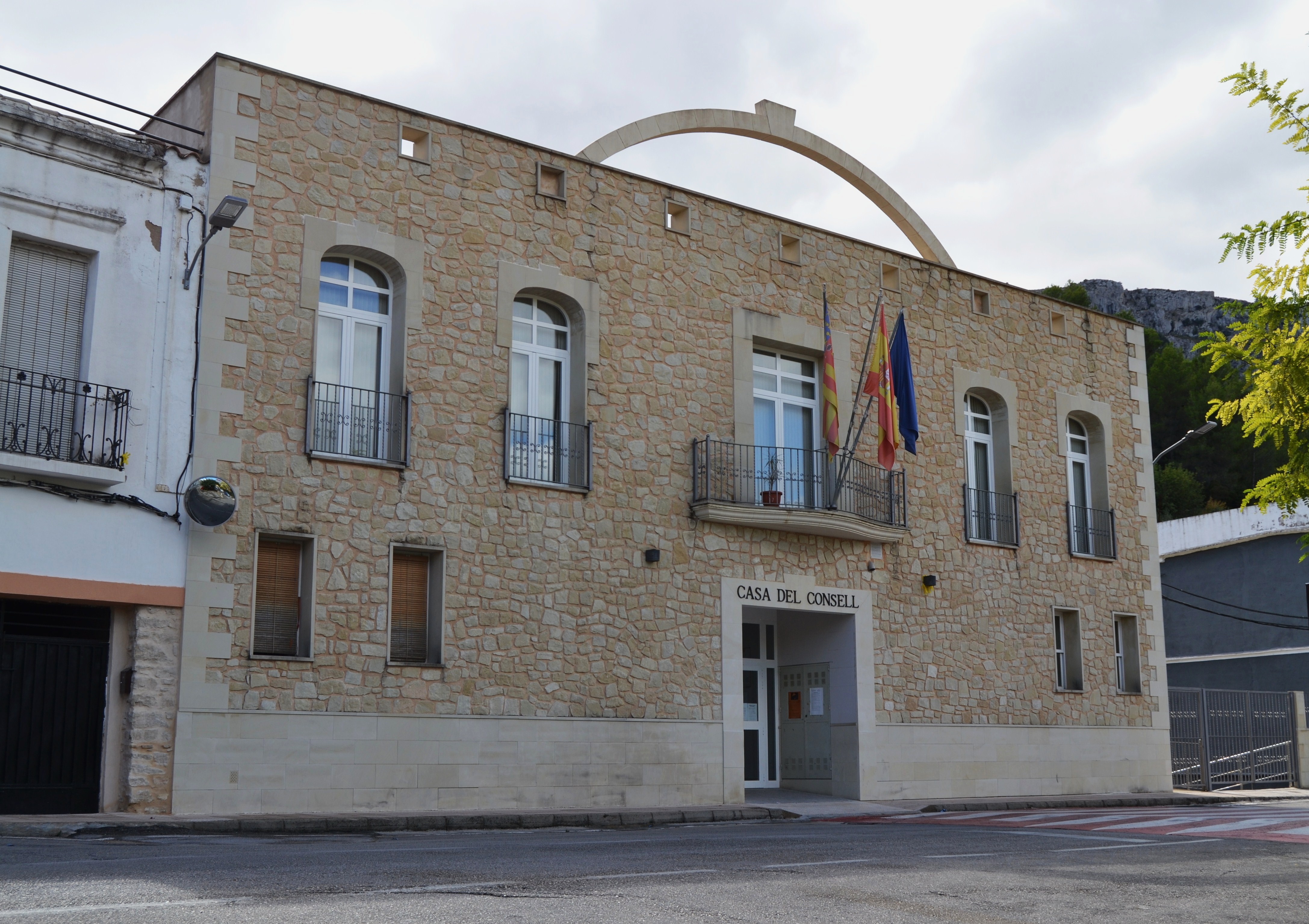
Rathaus